# 蒲生美津子
蒲生 美津子（がもう みつこ、1941年5月12日-　）は日本の音楽学者、日本音楽研究者、沖縄県立芸術大学名誉教授。

## 来歴
中国生まれ。旧姓・金田一。東京芸術大学音楽学部楽理科卒業。1966年同大学院修士課程修了、81年博士課程修了。1982年「早歌の音楽的研究」で学術博士。同大学における初の博士号取得（音楽学）で知られる。『早歌の音楽的研究』にて昭和58（1983）年度第一回田辺尚雄賞受賞。東京芸大講師をへて、沖縄県立芸術大学教授、2007年名誉教授。

## 著書
- 『早歌の音楽的研究』三省堂 1983
- 『音楽格闘家兼常清佐の生涯』大空社 2013

## 論文
- Cinii